# Becky G
Becky G (nume la naștere Rebbeca Marie Gomez; n. 2 martie 1997, Inglewood, California, SUA) este o cântăreață, compozitoare și actriță americană.

## Viața personală
În 2016 a declarat că este într-o relație cu fotbalistul argentinian, Sebastian Lletget.
Becky are doi frați mai mari și o soră mai mică.
Este recunoscută pe plan internațional pentru melodiile Mayores, Sin pijama și altele.

## Filmografie
- El Tux (2008 / Claudia Gómez)
- House of Sin (2011 / Rosalia)
- Power Rangers (2017 / Trini Kwan/Yellow Ranger)
- Gnome Alone (2018 / Cloe)
- A.X.L. (2018 / Sara)

## Discografie
- Play It Again (2013)
- Mala Santa (2019)